# ریلس ایکر (داکوتای شمالی)
ریلس ایکر(به انگلیسی: Reile's Acres) شهری در ایالت داکوتای شمالی کشور ایالات متحده آمریکا است که جمعیت آن در سرشماری سال ۲۰۱۰ میلادی، ۵۱۳ نفر بوده‌است.